# Григорий Самборчик
Григорий Самборчик (пол. Grzegorz z Sambora, лат. Gregorius Vigilantius; также — Григорий из Самбора, Григорий Русин, Григорий Чуй; Gregorius Ruthenus, Gregorius Roxolanus, ок. 1523 — 26 февраля 1573) — гуманист, поэт эпохи Возрождения (писал на латинском и польском языках) из Червонной Руси. Профессор Краковского университета.

## Биография
Родился в Самборе в Русском воеводстве Речи Посполитой (ныне Львовская область, Украина). Сын сапожника из Самбора Андрея (Анджея) и Анны Штанцель из Надыб; имел двоих братьев и двух сестер. 
Изначально учился в местной приходской школе Самбора, затем был под опекой куявского каноника Петра Висцемиса в Клодави. Был странствующим учителем в Влоцлавеке и Мазовии (Черск, имел поддержку старосты Париса).
После возвращения в Самбор при поддержке местного шляхтича Ивана Сисковца (пол. Jana Cyskowiusza) на 29 году жизни уехал учиться в Краковский университет, получил аттестат зрелости в летнем полугодии 1552 года. В 1553 году получил степень бакалавра, стал известным в университетских кругах как одаренный новолатинский поэт. Станислав Гозий (пол. Stanisław Hozjusz) намеревался предложить ему преподавать в гимназии Эльблонга.
Также был признанным учёным, преподавателем и ректором коллегиумов (кафедральных школ):
- в Перемышле (1553–1556)
- во Львове (1556–1558), здесь сблизился с Бенедиктом Гербестом, земляком Андреем Баргелем
- Кракове (с 1559 года, школа Девы Марии).

В 1558 году переехал в Самбор, после этого путешествовал в северную Венгрию, откуда с Б. Гербестом поехал в Краков. В летнем полугодии 1561 года получил степень магистра. В начале июня 1562 года взял отпуск, вместе с Б. Гербестом поехал в Познань, чтобы работать с ним по приглашению познанского епископа РКЦ Анджея Чарнковского преподавателями Коллегии Любранского. Через год вернулся в Краков, после смерти Николая с Шодка стал обычным профессором.
В 1563 году начал читать лекции в Краковской академии по поэтике и схоластической философии, а с 1568 — по теологии. С 1569 года был рукоположен и стал деканом в церкви Святой Анны, в 1572 году — каноником коллегиума Св. Флориана.
Умер в 1573 году в Кракове.

## Творчество
Григорий Самборчик писал поэзией, создавал элегии, идиллии, эпиграммы, эклоги; впервые ввел понятие акростиха. Адаптировал и переводил итальянские и латинские панегирики, эпиграфы, прощальные и приветственные послания для епископов (в частности, написал эклогу на смерть львовского латинского арцибискупа Феликса Лигензи, 1560 год), членов королевского двора, сановников, шляхты. Издал сборники на латыни: Theoretis tertia (1561), Elegiae epigrammata et (1567).
Наиболее известными являются стихи в честь мэров (старост) Перемышля и Самбора, королевской семьи, профессоров Краковского университета. Много лет посвятил написанию парафраз из латинской Библии (т. н. Bibliady).
Григорий из Самбора — автор известной поэмы о Станиславе Костко, которому он преподавал в школе в Клодаве (1554–1560 гг.) — "Vita divi Stanislai Costali, 1570".
Величайшим произведением Григория является поэма «Честохова» ("Vigilantii Gregorii Samboritani Russi, Censtochova, Cracoviae in officina Matthei Siebeneicher MDLXVIII") — посвящена Богородице Деве Марии.
Ян с Тшцяны перед печатанием первого стиха считал его отличным поэтом.

## Работы
- Polymnia
- Ecloga I
- Theoresis Secunda...
- Censtochova
- Преподобный In Cristo Patri, Petro Porembski
- Phillippi Padniewski, Episcopi Cracovien
- 24 Stanislai Costuli Poloni Vita